# HD49922
HD49922 — хімічно пекулярна зоря спектрального класу A1, що має видиму зоряну величину в смузі V приблизно  8,2.
Вона  розташована на відстані близько 567,2 світлових років від Сонця.